# حراس الاستقلال
حراس الاستقلال كانت جماعة سياسية سرية تأسست في أوائل عام 1919 لمعارضة الاحتلال البريطاني للعراق بعد الحرب العالمية الأولى. لقد كان جعفر أبو التمن المنظم الرئيسي والزعيم. استخدمت الجماعة الخطاب القومي والديني ضد الوجود البريطاني وساهموا إلى حد كبير في صعود المشاعر التي أدت إلى ثورة العشرين. لقد دعوا إلى الاستقلال العراقي والسوري، وإنشاء نظام ملكي دستوري، ورفض المساعدة الفنية أو الاقتصادية من البريطانيين. ركزت معظم أنشطة الجماعة في الفرات الوسطى وفي بغداد. لقد تضمنت قيادتها عددًا من الشخصيات الدينية والسياسية البارزة: محمد حسن الصدر، ومحمد علي بحر العلوم، وشاكر محمود، وحكمت شوكت، وجلال بابان، ومحمد باقر الشبيبي.